# Zemsta Różowej Pantery
Zemsta Różowej Pantery – amerykańsko-brytyjska komedia kryminalna z 1978 roku w reżyserii Blake’a Edwardsa. Ostatnia część cyklu z Peterem Sellersem w roli głównej. Szósta z serii.

## Główne role
- Peter Sellers - Nadinspektor Jacques Clouseau
- Herbert Lom - Nadinspektor Charles Dreyfus
- Burt Kwouk - Cato Fong
- Dyan Cannon - Simone Legree
- Robert Webber - Philippe Douvier
- Tony Beckley - Guy Algo
- Robert Loggia - Al Marchione
- Paul Stewart - Julio Scallini
- André Maranne - Sierżant François Chevalier
- Graham Stark - Profesor Auguste Balls

## Fabuła
Szef narkotykowej mafii Philippe Douvier ma poważny problem - żadna z rodzin mafijnych nie szanuje jego syndykatu. Żeby pokazać, że nadal jest silny, Douvier postanawia zabić nadinspektora Clouseau. Podkłada ładunek wybuchowy w samochodzie śledczego, jednak ginie kto inny. Douvier wraz z nadinspektorem Dreyfusem, który uciekł ze szpitala psychiatrycznego rozsiewają informację o śmierci Clouseau. Ten, uznany za zmarłego, wraz z lokajem Cato i sekretarką Douviera - Simone Legree - postanawia rozwikłać zagadkę.